# Mughiphantes handschini
Mughiphantes handschini är en spindelart som först beskrevs av Schenkel 1919.  Mughiphantes handschini ingår i släktet Mughiphantes och familjen täckvävarspindlar. Inga underarter finns listade i Catalogue of Life.